# Turibije Mongrovejski
Turibije Mongrovejski (Mayorga de Compos, 16. studenog 1538. – Saña, 23. ožujka 1606.), španjolski biskup, misionar i svetac.

## Životopis
Rođen je 1538. godine u španjolskom mjestu Mayorga de Compos. Studirao je pravo na sveučilištu u Salamanci. Zbog svoga rada imenovan je inkvizitorom za Granadu. Po želji kralja Filipa II. biva imenovan biskupa Lime, iako nije imao nijedan klerički red. Prima sve redove u Sevilji i stiže u biskupsko sjedište 1581. godine. Zbog veličine biskupije, radi lakšeg upravljanja, održao je tri pokrajinska crkvena sabora i 13 biskupijskih sinoda. Dao je izraditi katekizam na španjolskom i na još dva indijanska jezika. O njegovom djelovanju i požrtvovnosti govori podatak iz pisma koje je uputio kralju Filipu II. gdje navodi kako je prešao 15 000 kilometara te krizmao preko 60 000 vjernika.
Umro je 23. ožujka 1606. godine i sahranjen u Limi. Blaženim ga je proglasio papa Inocent XI. 1679., godine, a svetim Benedikt XIII. 1726. godine. Zaštitnik je Perua.